# SmarterChild

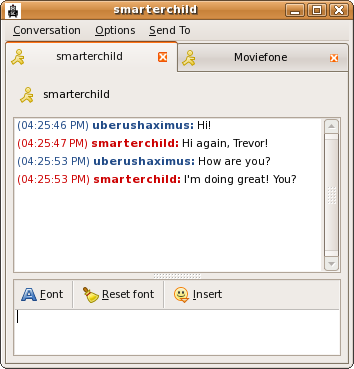
SmarterChild en Ubuntu

SmarterChild es un bot conversacional disponible en MSN Messenger, AOL Instant Messenger e ICQ. Este bot es propiedad de Colloquis Inc. y es operado desde sus instalaciones en Sunnyvale, CA (EE. UU.).
SmarterChild fue introducido, inicialmente, a la red de AOL Instant Messenger por ActiveBuddy a comienzos del 2001; pero algo más tarde, fue convertido en un servicio "premium" (a $9,95 al mes), lo cual supuso que muchos usuarios de mensajería instantánea (a partir de ahora, MI) se sintieran molestos. Después de que el plan de económico de la empresa fracasara, SmarterChild fue completamente desconectado durante algunos meses. Esto no atrajo la atención de muchos miembros de la comunidad de usuarios de MI, porque los que no estaban suscritos al servicio de pago hacía bastante tiempo que no lo usaban. Finalmente, fue rediseñado e introducido de nuevo gratuitamente en abril del 2003, y se ha mantenido como servicio gratuito desde entonces. Cuando se le pregunta por su edad, SmarterChild cuenta únicamente desde el momento de su segundo lanzamiento en el 2003.
SmarterChild puede conversar con los usuarios de MI y realizar algunas tareas cuando se activan a través de ciertos comandos. Ocasionalmente, muestra publicidad en sus mensajes relativa a la conversación o muestra otros mensajes referentes al manejo del propio bot para una conversación más completa. Para comenzar una charla con SmarterChild tan sólo basta con enviarle cualquier mensaje.
SmarterChild intenta aprender acerca de sus contactos, y es capaz de utilizar indistintamente palabras en argot o en inglés académico. Generalmente responde a las preguntas con otras, pero recientemente ha mejorado sus capacidad de conversación.
Algunos usuarios han sido capaces de percibir que la personalidad de SmarterChild cambia por sí misma sin necesidad de una actualización. Algunos han encontrado a SmarterChild "desanimado" o quejándose de sí mismo, otros lo han percibido animado y encantador. Parece actuar desanimado con los usuarios que intentan ponerle a prueba con conversaciones extrañas. Todo esto se debe a que SmarterChild es capaz de ir adaptándose a medida que un usuario habla con él.

## Popularidad
En los momentos de mayor éxito, SmarterChild ha enviado más de 500 respuestas por segundo y más de cuatro millones de mensajes al día, de acuerdo con sus creadores.
Cuando se le pregunta a SmarterChild con cuánta gente está hablando, habitualmente replica con el número exacto. el contador sobrepasó los 20 millones a finales de mayo del 2006, y actualmente se mantiene por encima de los 21 millones (agosto, 2006).